# Henti
Henti (écrit aussi Ḫenti ou Ḫinti est une reine hittite du Nouvel empire, au XIVe siècle av. J.-C. Elle est la première ou la seconde épouse de Suppiluliuma Ier qui régna de 1344 à 1322 av. J.-C.

## Vie
On a trouvé de nombreux sceaux associant Suppiluliuma ier aux noms de trois reines : Daduhepa, Henti et Malnigal.
Le lignage de la famille royale hittite n'est pas bien assuré. Selon certains récits, la reine Daduhepa est l'épouse de Tudhaliya II et mère de Suppiluliuma ier ; Henti est alors la première épouse de ce roi. Selon d'autres versions, Daduhepa est la première épouse de Suppililiuma ier et Henti la seconde épouse.
Henti est mentionnée dans la liste des reines-régentes de l'empire, ou Tawananna, après Walanni, Nikkalmati, Asmunikal et Daduhepa et avant Malnigal, dernière épouse de Suppiluliuma.
Suppiluliuma eut de nombreux fils : Arnuwanda ii, Télipinu, Piyassilis, Zannanza et Mursili ii, le premier et le dernier d'entre eux ayant accédé au trône de l'empire. Toutefois, il est difficile de savoir de quel mariage chacun est né.
On pense que Henti régna peu de temps. Les Hittites n'étant pas polygames, il est possible qu'elle soit morte ; toutefois d'autres spécialistes pense que Suppiluliuma l'aurait répudiée et exilée dans la terre égéenne de Ahhiyawa afin d'épouser, dans un but diplomatique, la princesse Malnigal, fille de Burna-Buriash II, roi de Babylone, afin de se concilier ce puissant voisin avant d'attaquer le royaume de Mitanni.

## Lignage
L'arbre généalogique ci-dessous est une reconstruction possible, parmi d'autres, du lignage de la famille royale de l'empire hittite. La nomenclature des souverains, les liens de parenté demeurent obscurs par de nombreux aspects,,.